# Маршалл, Майк
Майк Маршалл (англ. Mike Marshall; 13 сентября 1944, Лос-Анджелес, США — 1 июня 2005, Кан, Франция) — популярный французский и американский актёр театра, кино и телевидиения.
Сын французской актрисы Мишель Морган и американского актёра и режиссёра Уильяма Маршалла.
Снялся в шести десятках фильмов и телесериалов. Одна из наиболее известных работ — Алан Макинтош в «Большой прогулке». Озвучивал серию мультфильмов о приключениях Астерикса и Обеликса.
Скончался в Кане в возрасте 60 лет